# Акчатепе, Халит
Халит Акчатепе (тур. Halit Akçatepe; 1 января 1938, Ускюдар, ил Стамбул, Турция — 31 марта 2017, Стамбул, Турция) — турецкий актёр, лауреат Международного анталийского кинофестиваля 2011 года.

## Биография
Родился в семье популярного турецкого актёра Сыткы Акчатепе. Учился во французском лицее Сен-Бенуа. Дебютировал в кино в возрасте пяти лет, снявшись в 1943 году в фильме «Страдалец Пынар». Всего как ребёнок-актёр Акчатепе в период с 1942 по 1954 годы снялся в 16 фильмах. За свою актёрскую карьеру исполнил роли в 79 фильмах, не считая телевизионных сериалов и театральных постановок.
В 2011 году был награждён премией «Золотой апельсин» за прижизненные достижения. Почётный лауреат 31-го Стамбульского кинофестиваля.
С 1963 по 1981 год был женат на Тулин Акчатепе. В семье родилась дочь Гунсу.